# Stilbia stagnicola
Stilbia stagnicola là một loài bướm đêm trong họ Noctuidae.